# Elitserien i ishockey 1983/1984
Elitserien i ishockey 1983/1984 spelades från och med den 22 september 1983 till och med den 11 mars 1984 och inleddes med en grundserien som spelades till och med den 11 mars, och avslutades med ett slutspel som spelades mellan den 15 och 29 mars 1984. AIK vann både grundserien och finalserien och blev således svenska mästare för sjunde gången och andra gången på tre säsonger (AIK vann även 1981/82).

## Deltagande lag
| Lag                | Län                 | Ort          | Arena                  | Plac | 1:a säs.  | Sedan     |
| ------------------ | ------------------- | ------------ | ---------------------- | ---- | --------- | --------- |
| AIK                | Stockholm           | Stockholm    | Johanneshovs Isstadion |      | 1975/1976 | 1975/1976 |
| Brynäs IF          | Gävleborg           | Gävle        | Gavlerinken            |      | 1975/1976 | 1975/1976 |
| Djurgårdens IF     | Stockholm           | Stockholm    | Johanneshovs Isstadion |      | 1975/1976 | 1977/1978 |
| Färjestads BK      | Värmland            | Karlstad     | Färjestads ishall      |      | 1975/1976 | 1975/1976 |
| IF Björklöven      | Västerbotten        | Umeå         | Umeå ishall            |      | 1976/1977 | 1978/1979 |
| Leksands IF        | Kopparberg          | Leksand      | Leksands Isstadion     |      | 1975/1976 | 1975/1976 |
| Modo AIK           | Västernorrland      | Örnsköldsvik | Kempehallen            |      | 1975/1976 | 1975/1976 |
| Skellefteå AIK     | Västerbotten        | Skellefteå   | Skellefteå Isstadion   |      | 1975/1976 | 1975/1976 |
| Södertälje SK      | Stockholm           | Södertälje   | Scaniarinken           |      | 1975/1976 | 1983/1984 |
| Västra Frölunda IF | Göteborgs och Bohus | Göteborg     | Scandinavium           |      | 1975/1976 | 1975/1976 |

## Slutställning

### Grundserien
Grundserien bestod av tio lag, dels de åtta främsta lagen från föregående år, vinnaren av kvalserien 1983 samt vinnaren av den allsvenska finalen 1983. Samtliga tio lag mötte varandra fyra gånger, två gånger hemma och två gånger borta, vilket innebar att varje lag spelade totalt 36 matcher. Södertälje SK, som var nykomlingar inför säsongen, lyckades komma på en fjärdeplats och tog sig således till slutspel den första säsongen efter uppflyttningen. I övrigt var det AIK, Djurgårdens IF och IF Björklöven som tog sig till slutspel, precis som lagen hade gjort föregående säsong.
I grundserien gav seger två poäng, oavgjort en poäng och en förlust noll poäng. Lagen rankades först efter poäng och därefter målskillnad.

### Slutställning
Lag 1–4: Slutspel
Lag 9: Nedflyttningskval
Lag 10: Nedflyttade
| Nr | Lag                 | S  | V  | O  | F  | GM  | IM  | MS  | P  |
| -- | ------------------- | -- | -- | -- | -- | --- | --- | --- | -- |
| 1  | AIK                 | 36 | 19 | 6  | 11 | 141 | 114 | +27 | 44 |
| 2  | Djurgårdens IF (RM) | 36 | 18 | 5  | 13 | 144 | 123 | +21 | 41 |
| 3  | IF Björklöven       | 36 | 15 | 10 | 11 | 140 | 121 | +19 | 40 |
| 4  | Södertälje SK       | 36 | 17 | 6  | 13 | 157 | 154 | +3  | 40 |
| 5  | Färjestad BK        | 36 | 16 | 6  | 14 | 130 | 134 | −4  | 38 |
| 6  | Skellefteå AIK      | 36 | 15 | 5  | 16 | 132 | 122 | +10 | 35 |
| 7  | Leksands IF         | 36 | 14 | 7  | 15 | 147 | 140 | +7  | 35 |
| 8  | Brynäs IF           | 36 | 12 | 8  | 16 | 140 | 140 | 0   | 32 |
| 9  | Modo AIK            | 36 | 12 | 7  | 17 | 131 | 148 | −17 | 31 |
| 10 | Västra Frölunda     | 36 | 8  | 8  | 20 | 129 | 195 | −66 | 24 |

## SM-slutspelet

### Slutspelsträd
|                 | Semifinaler | Semifinaler    | Semifinaler    |   |   | Final | Final | Final |
|                 |             |                |                |   |   |       |       |       |
|                 |             |                |                |   |   |       |       |       |
|                 | 1           | AIK            | 2              |   |   |       |       |       |
|                 | 4           | Södertälje SK  | 1              |   |   |       |       |       |
|                 |             |                |                |   |   |       |       |       |
|                 |             |                |                |   |   |       |       |       |
|                 |             |                |                |   | 1 | AIK   | 3     |       |
|                 |             | 2              | Djurgårdens IF | 0 |   |       |       |       |
|                 |             |                |                |   |   |       |       |       |
|                 |             |                |                |   |   |       |       |       |
|                 |             |                |                |   |   |       |       |       |
|                 |             |                |                |   |   |       |       |       |
|                 | 2           | Djurgårdens IF | 2              |   |   |       |       |       |
|                 | 3           | IF Björklöven  | 1              |   |   |       |       |       |
| Tabellplacering |             |                |                |   |   |       |       |       |

### Semifinaler
Semifinalerna spelades i bäst av tre matcher. Det lag som kom på första plats (AIK) mötte laget på fjärde plats (Södertälje) i grundserien, samtidigt som lag två och tre mötte varandra (Djurgården respektive Björklöven). Det lag som var bäst placerade i grundserien fick hemmamatch i en eventuell tredje avgörande match. De båda Stockholmslagen AIK och Djurgårdens IF vann sina respektive semifinalmatcher med 2–1 i matcher. AIK vann sin tredje semifinal mot Södertälje med hela 11–1, vilket var den näst största slutspelssegern i Elitseriens historia (den tidigare var Leksands seger i matchen om tredje pris 1975/76, då de besegrade Skellefteå med 14–0). Semifinalerna inleddes den 15 mars 1984, den andra matchen spelades den 18 mars och den sista spelades antingen 20 eller 21 mars.
- AIK–Södertälje SK 2–1 i matcher
  - 15 mars 1984: AIK-Södertälje SK 3–5 (1–1, 2–3, 0–1)
  - 18 mars 1984: Södertälje SK-AIK 3–4 (0–2, 3–1, 0–1)
  - 20 mars 1984: AIK-Södertälje SK 11–1 (3–0, 6–0, 2–1)
- Djurgårdens IF–IF Björklöven 2–1 i matcher
  - 15 mars 1984: IF Björklöven–Djurgårdens IF 3–4 (1–1, 1–2, 1–1)
  - 18 mars 1984: Djurgårdens IF–IF Björklöven 0–3 (0–0, 0–1, 0–2)
  - 21 mars 1984: Djurgårdens IF–IF Björklöven 5–2 (0–1, 2–0, 3–1)

### Finaler
Finalserien spelades i bäst av fem matcher, där det bäst placerade laget i grundserien (AIK), fick spela den första matchen som hemmalag och därefter spelade lagen varannan hemma och varannan borta. I och med att AIK mötte Djurgården, spelades dock samtliga matcher på Johanneshovs Isstadion, där båda lagen hade sin hemmaplan. AIK vann tre raka matcher och tog således SM-guld efter 3–0 i matcher.
- AIK–Djurgårdens IF 3–0 i matcher
  - 25 mars 1984: AIK–Djurgårdens IF 5–2 (1–0, 0–1, 4–1)
  - 27 mars 1984: Djurgårdens IF–AIK 0–2 (0–1, 0–0, 0–1)
  - 29 mars 1984: AIK–Djurgårdens IF 4–1 (1–1, 0–0, 3–0)

### Fotnoter
1. ↑  ”Coupe d'Europe 1984/85” (på franska). Hockeyarchives. 1984-1985. http://www.passionhockey.com/hockeyarchives/Europe1985.htm. Läst 12 juli 2014.